# Aart Zeeman

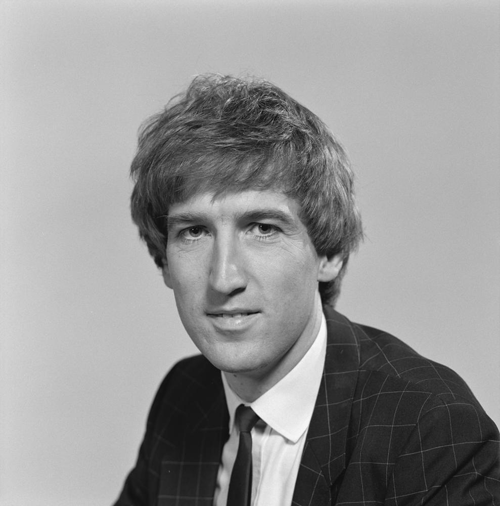
Aart Zeeman in 1988

Aart Zeeman (Huizen, 17 november 1956) is een Nederlands journalist en televisiepresentator.

## Leven en werk
In 1980 begon hij als verslaggever bij de toenmalige NCRV-rubriek Hier en Nu. In 1986 werd hij onderscheiden met de Conservation Merit van het Wereld Natuur Fonds voor zijn programma's op het gebied van het milieu. Zijn reportage over bootvluchtelingen die Cuba ontvluchten, leverde hem in 1994 de Zilveren Nimph op bij het internationale televisiefestival van Monte Carlo. In 1996 stond hij aan de basis van de actualiteitenrubriek Netwerk die samen met KRO- en AVRO-collega’s werd opgericht.
Zeeman hield zich vooral bezig met verslaggeving over rampgebieden, brandhaarden en andere verre oorden. Zo heeft hij een groot aantal reportages op z'n naam staan over het uiteenvallen van het voormalig Oostblok, crisisgebieden in Afrika, de slepende oorlog op de Balkan en de strijd tegen Al Qaida in Irak en Afghanistan. In Nederland is hij een van de eersten die de verborgen camera als journalistiek middel inzet om maatschappelijke misstanden aan de kaak te stellen.
Eind 2007 tilde hij met een aantal collega's en hulpverleners de onafhankelijke zender Radio Darfur van de grond. Sinds 2009 verzorgde die vanuit Hilversum via de korte golf dagelijkse nieuwsuitzendingen voor, door en over Darfuri. Hij is schrijver van het pamflet ‘Tot zover Darfur’, over hoe de toenemende jacht op de kijkcijfers het aanbod bij de actualiteitenrubrieken verschraalt.  
In 2009 won hij de journalistieke onderscheiding De Tegel voor zijn reportageserie ‘Vrouwen vechten voor embryoselectie’.
Op 15 juli 2009 verscheen hij voor het laatst als presentator van Netwerk. 
Op 15 november 2009 nam hij na een dienstverband van bijna dertig jaar ontslag als verslaggever bij Netwerk en journalist bij de NCRV. Vanaf september 2010 was hij een van de vier verslaggevers van het KRO-programma Brandpunt, met Fons de Poel, Sven Kockelmann en Wouter Kurpershoek.
In 2014 won hij De Loep, de journalistieke onderscheiding van de Vereniging van Onderzoeksjournalisten (VVOJ) voor een reportageserie over de zogeheten Bulgarenfraude. De reportage 'De slag om Mosul' die cameraman Harry van de Westelaken en hij maakten met en over oorlogsfotograaf Eddy van Wessel werd in 2017 onderscheiden met de journalistieke onderscheiding 'De Tegel' voor het beste camerawerk. 